# بيوووتش
بيوووتش برنامج أنتجته الحكومة الفيدرالية الأمريكي تم تصميمه بغرض الكشف عن إطلاق الكائنات الممرضة في الجو كجزء من أي هجوم إرهابي على المدن الأمريكية الكبرى. وتشير التقارير إلى أن هذا البرنامج يتم العمل به في فيلادلفيا ونيويورك والعاصمة واشنطن وسان دييغو وبوسطن وشيكاغو وسان فرانسيسكو وأتلانتا وسانت لويس وهيوستن ولوس أنجلوس، فضلاً عن 21 مدينة أخرى. وقد تم إنشاء برنامج بيوووتش في عام 2001 كرد فعل على التهديدات المتزايدة للإرهاب البيولوجي الذي أشعلته هجمات الجمرة الخبيثة عام 2001، وأعلن ذلك الرئيس الأمريكي جورج دبليو بوش في خطاب حالة الاتحاد الذي ألقاه في عام 2003.
وقد وُصف البرنامج بأنه «أول شبكة للإنذار المبكر في البلاد تتألف من أجهزة الاستشعار للكشف عن الهجمات البيولوجية»، ويعمل عن طريق نظام من المرشحات الموضوعة في مرشحات هواء وكالة حماية البيئة الأمريكية التي تراقب جودة الهواء. ويتم تحليل نتائج هذه المرشحات من قبل مراكز مكافحة الأمراض والوقاية منها، والتي تنقل أي نتائج مهمة إلى مكتب التحقيقات الفيدرالي.
ومنذ منتصف عام 2012، أطلق النظام عددًا ضخمًا من الإنذارات الكاذبة، بينما تم توثيق أكثر من 50 حالة في الفترة بين عامي 2003 و2008. ولم يقم مسؤولو الصحة على مستوى الدولة والمستوى المحلي بأية عملية إجلاء أو توزيع أية أدوية طوارئ كاستجابة للقراءة الإيجابية الصادرة عن النظام.

## الأصول

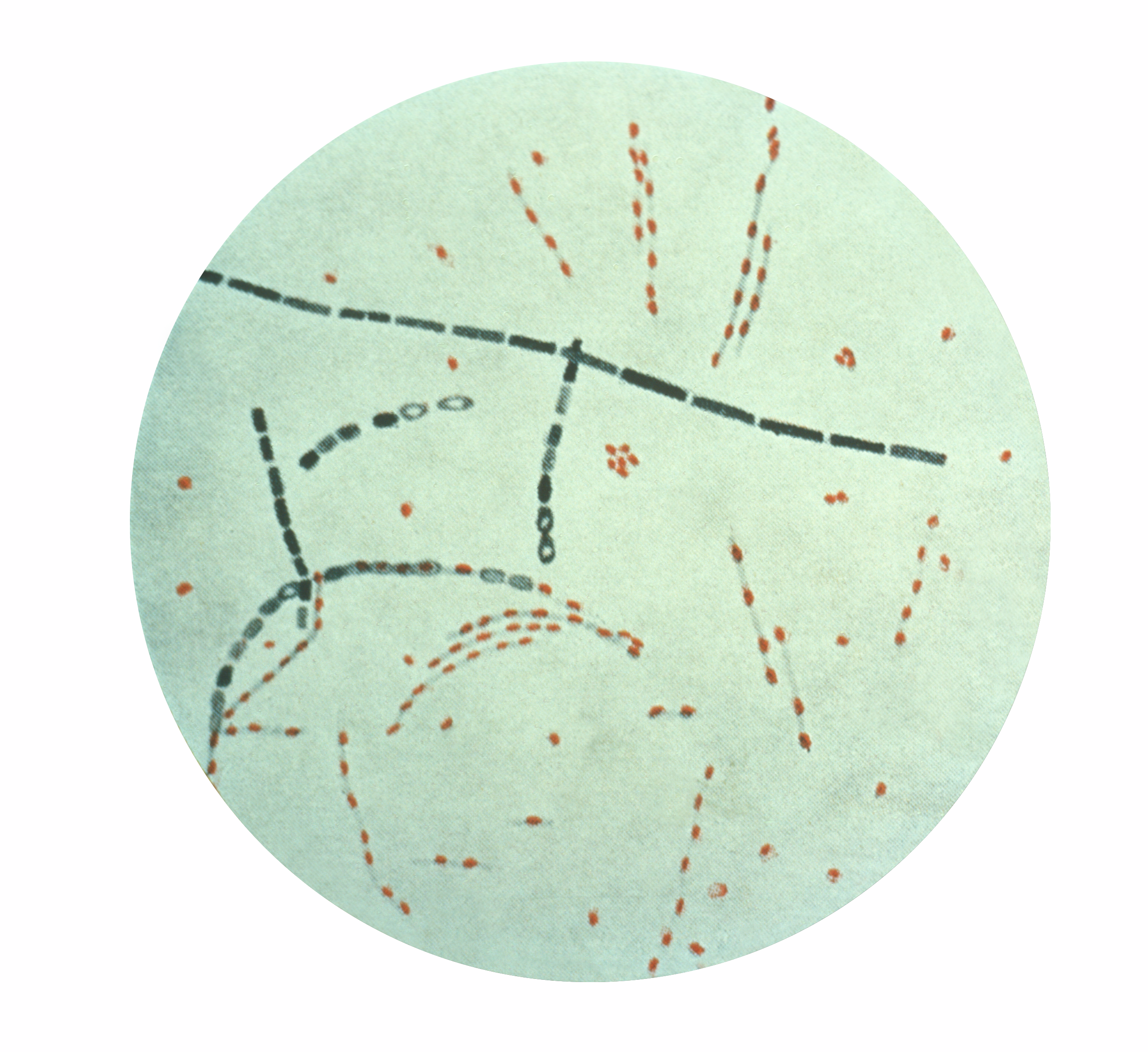
الجمرة الخبيثة: من الممكن إطلاق جراثيمها في الهواء

وقعت حوادث الجمرة الخبيثة عام 2001 في الولايات المتحدة، والتي تعرف أيضًا باسم أمريثراكس من خلال اسم ملفها في مكتب التحقيقات الفيدرالي (FBI)، على مدى عدة أسابيع بدءًا من 18 سبتمبر 2001. حيث تم إرسال خطابات تتضمن غبار الجمرة الخبيثة إلى العديد من مكاتب وسائل الإعلام وإلى اثنين من أعضاء الحزب الديمقراطي في مجلس الشيوخ الأمريكي، مما أسفر عن مقتل 5 أشخاص وإصابة 17 آخرين بالعدوى. وكرد فعل على ذلك، قامت الولايات المتحدة بزيادة تمويلها لأبحاث الإجراءات المضادة والقطاع الصحي العام. وقبل إطلاق برنامج بيوووتش، كانت أسرع طريقة للكشف عن وجود المواد المعدية هي تشخيص المرضى المصابين، ولكن العلاج الأكثر فعالية يحدث قبل الإصابة بالعدوى أو في مراحلها المبكرة. وعلى الرغم من أن وكالة الاستخبارات المركزية تستبعد احتمالية استخدام الإرهاب البيولوجي في الولايات المتحدة، فقد تم إنشاء برنامج بيوووتش في عام 2001 بالتعاون مع مكتب التحقيقات الفيدرالي (FBI) ووكالة حماية البيئة (EPA) ووزارة الأمن الداخلي الأمريكية وشبكة الاستجابة المختبرية الأمريكية لمكافحة الإرهاب البيولوجي، والذي تم اختباره من قبل مراكز مكافحة الأمراض والوقاية منها ورابطة مختبرات الصحة العامة. ووفقًا لوزارة الأمن الداخلي، يساعد برنامج بيوووتش على توفير «الإنذارات المبكرة المتعلقة بإطلاق الكائنات الممرضة بكمية كبيرة.» ويكلف البرنامج الذي يتم تنفيذه في 31 مدينة حوالي 60 مليون دولار، وكانت هناك زيادة مقترحة في عام 2005 لتصل التكلفة إلى حوالي 118 مليون دولار.

## أمثلة على النتائج الإيجابية
- في 9 أكتوبر 2003، اكتشف مرشح بيوووتش في هيوستن، بتكساس «مستويات منخفضة من البكتيريا التي تسبب مرض التولاريمية (حمى الأرانب)».[1] كما تم تسجيل نتائج إيجابية لثلاثة أيام متتالية.[5] ثم أجريت المزيد من الاختبارات، وخضعت المنطقة للمراقبة للبحث عن علامات للعدوى بين السكان. وأثناء التحقيق، صرح مدير إدارة الخدمات الصحية والإنسانية قائلاً «نحن نجري تحقيقًا لتحديد ما إذا كانت البكتيريا موجودة دائمًا أو أنها حديثة الوجود هنا، ونبحث فيما إذا كانت تمثل تهديدًا صحيًا على المجتمع من عدمه.»[1]
- مجددًا تم الكشف عن وجود بكتيريا التولاريمية في مرشحات بيوووتش في منطقة مول وغيرها في العاصمة واشنطن، وذلك في الصباح التالي لمظاهرة مناهضة للحرب في 24 سبتمبر 2005. كما كانت المستشعرات المضادة للمخاطر البيولوجية قد تم تحفيزها في ست مناطق مختلفة. وعلى الرغم من تعرض آلاف البشر لهذه المواد، فلم يتم الإبلاغ عن الإصابة بالعدوى.[6]

## الاستجابة والنقد
لقد حصل نظام بيوووتش على مزيج من الاستجابات منذ أن أصبح متاحًا عبر الإنترنت، وقد تسبب العديد منها في هدر الموارد وتقليل ثقة الجمهور في النظام. A وسجل تقرير للكونغرس في عام 2003 قلقًا من أن تفشل مرشحات بيوووتش في الكشف عن الكائنات الممرضة عند إطلاقها في الأماكن المغلقة أو تحت الأرض، كما قد يؤدي وجود مرشحات بيوووتش في بعض المدن إلى توجيه الإرهابيين لمهاجمة مدن أخرى لا تتمتع بهذه الحماية. وأبرز التقرير أيضًا الخطر الذي قد تتعرض له المرشحات نفسها حيث قد يتم اكتشافها وتدميرها. كما ذكر التقرير أن مرشحات وكالة حماية البيئة قد وزعت على أساس سياسات مختلفة وليس وفقًا لفكرة أنه قد يكون الموقع الأمثل لأجهزة استشعار مكافحة الإرهاب البيولوجي، وبالمثل فقد لا تكون مرشحات بيوووتش في مواقعها المثلى. وعلاوة على ذلك، فقد لا يتمكن نظام بيوووتش من اكتشاف انتشار الكائنات الممرضة في المناطق التي لا تشملها التغطية. كما توصل مجلس النواب الأمريكيإلى نتيجة مفادها أن النماذج المستخدمة للتنبؤ بانتشار مادة معدية ما بعد إطلاقها واكتشافها غير دقيقة.
كما أثار تقرير الكونغرس مخاوف حول ما إذا كان كشف بيوووتش عن الكائنات الممرضة ممكنًا في المدن الملوثة الكبيرة، فضلاً عن القضايا الخاصة بإبلاغ مرشح بيوووتش عن الكائنات الممرضة الضارة التي تقع في الواقع ضمن المستويات الآمنة، وهو ما قد يعطي قراءات إيجابية أكثر دلالة من مذكرات التحقيق الفعلية. كما أن هناك مخاوف بسبب قتل المرشح للكائن الممرض الذي تسبب في إطلاق الإنذار أيًا كان نوعه، وهو ما يقضي على أي فرصة لإجراء مزيد من الاختبارات على هذا الكائن. وأخيرًا، فقد برزت مخاوف في تقرير الكونغرس تتعلق بحساسية المرشحات، وحقيقة أن كل مرشح سوف يتعرض إلى ظروف بيئية مختلفة، وبالتالي فإن معدل الكشف المعياري قد يكون مستحيلاً. أما الاستجابة المعقدة اللازمة فهي في حالة اكتشاف مرشح بيوووتش للكائن الممرض، هل سيصبح من الصعب عليه تنفيذ ووضع قيود على سلطات الصحة المحلية؟ كما أن التمويل والسياسة وتقييم الفعالية جميعها نقاط ذات أهمية
وفي يونيو 2013، أدلى مايك ولتر، مدير مكتب برنامج بيوووتش للشئون الصحية، ببعض الملاحظات خلال شهادته أمام لجنة مجلس النواب للطاقة ولجنة التجارة الفرعية المختصة بالرقابة والتحقيق. وذكر ولتر أن فوائد برنامج بيوووتش تقدم لصانعي القرار في مجال الصحة العامة المزيد من الوقت والخيارات للتخفيف من حدة أحداث الإرهاب البيولوجي. وقال إن الاكتشاف المبكر ضروري لنجاح علاج المتضررين ويوفر لصانعي القرار في مجال الصحة العامة المزيد من الوقت - وبالتالي المزيد من الخيارات - عند الاستجابة لحوادث الإرهاب البيولوجي والحد والتعافي منها. وفي حالة اكتشاف عامل حيوي وتقييمه بوصفه نتيجة للإرهاب البيولوجي و/أو تهديدًا للصحة العامة، فمن الممكن البدء في العلاج الوقائي قبل انتشار الأعراض، وهو ما يسفر عن إنقاذ المزيد من الأرواح. كما تحدث عن الشراكة على المستوى الاتحادي ومستوى الولايات والمستوى المحلي، إلى جانب أدوات التأهب وتطوير ضمان جودة قوي، فضلاً عن تقييم التكنولوجيات الجديدة وذلك من أجل اختصار وقت القرار فيما يتعلق باكتشاف العوامل البيولوجية.

## وصلات خارجية
- The BioWatch Program: Detection of Bioterrorism Congressional Research Service Report No. RL 32152, November 19, 2003.
- DHS' Management of the BioWatch Program Department of Homeland Security, January 2007.